# Forcipomyia picheyeri
Forcipomyia picheyeri är en tvåvingeart som beskrevs av Harant et Galan 1942. Forcipomyia picheyeri ingår i släktet Forcipomyia och familjen svidknott.
Artens utbredningsområde är Algeriet. Inga underarter finns listade i Catalogue of Life.